# Jede Menge Kohle
Jede Menge Kohle ist ein Film von Regisseur Adolf Winkelmann aus dem Jahr 1981 mit Detlev Quandt, Uli Heucke, Hermann Lause, Martin Lüttge und Tana Schanzara in den Hauptrollen. Es ist der erste deutsche Film, der in Dolby Stereo gedreht wurde, jedoch nicht der erste weltweit, wie oft behauptet wird: Dolby Stereo kam bereits 1977 in dem Film Star Wars zum Einsatz. Allerdings verwendete dieser Studioton, Jede Menge Kohle Originalton. Der Film ist darüber hinaus nach Detektive von Rudolf Thome aus dem Jahr 1969 der zweite neue deutsche Film im Cinemascope-Format.

## Handlung
Katlewski ist Mitte 20 und Bergmann aus Recklinghausen. Eines Tages verschwindet er und wandert eine Woche durch die unterirdischen Strecken bis zu einer Dortmunder Zeche, wo er zehn Tage später total verstört aufgefunden wird. Katlewski kommt mit seinem alten Leben nicht mehr zurecht und muss, um damit abschließen zu können, neben seiner gescheiterten Ehe einen Kredit tilgen. Bei der Suche nach einer Dusche begegnet er der jungen Ulli, die bei Familie Grueten zur Untermiete wohnt, und verliebt sich in sie. Bei der Bank zeigt er ihr, dass es nicht funktioniert, den Kredit ohne Bargeld zu kündigen. Durch verschiedene Gelegenheitsjobs, wie Pförtner oder Lastwagenfahrer, versucht Katlewski das Geld zu erarbeiten, kündigt allerdings immer wieder. Schließlich nimmt er das Geld einem früheren Arbeitgeber ab und zahlt den Kredit zurück. Auf einer Baustelle eignet er sich eine Motorsäge an und fährt mit einem entwendeten Lkw ein letztes Mal nach Recklinghausen. „Es kommt der Tag, da will die Säge sägen.“

## Filmmusik
Für die Filmmusik zeichnete überwiegend die Chris Braun Band verantwortlich, deren Gitarrist Bernd Adamkewitz im Abspann des Films als Autor genannt wird. Der Soundtrack erschien 1981 unter dem Label CBS Records.

## Drehorte und Besonderheiten
Das Budget des Films lag bei 1,4 Mio. D-Mark.
Zu den Drehorten gehörte der Großwohnkomplex Hannibal im Dortmunder Stadtteil Dorstfeld, in welchem sich die Wohnung der Familie Grueten befand. Dieser wird mehrfach im Film in Teil- und Totalansichten gezeigt. Andere Szenen wurden in den Kulissen der Zeche Gneisenau in Derne und des Hochofenwerks Phoenix West in Hörde gedreht. Der Ort für die Kneipenszene, in der Katlewski ein Pils und ein kaltes Kotelett bestellt, ist die inzwischen umgestaltete und umbenannte Gaststätte Pilskrone in der Arneckestr. 88 im Dortmunder Kreuzviertel. Deren Wirt, der frühere Eishockeyspieler Manfred „Benno“ Wendland (1942–2016), tritt in der Szene in der Rolle des Tortenvernichters („Entweder hab´ich Hunger, oder mir is´ schlecht.“) auf.
Bei den zwölftägigen Dreharbeiten unter Tage kam eine Federwerk-Kamera aus den 1930er Jahren zum Einsatz, da in 840 m Tiefe auf der neunten Sohle der Zeche Gneisenau aufgrund der Explosionsgefahr kein elektrisches Gerät benutzt werden durfte.
Bei der von Katlewski entwendeten Kettensäge handelt es sich um eine Motorsäge der Marke Sachs-Dolmar mit 45 cm Schwertlänge. Uli Heucke, Darstellerin von Katlewskis Freundin Ulli, war zu Drehzeiten Mitglied der Bochumer Frauenband The Honeybees.

## Kritik
Cinema nannte die „Aussteigerkomödie“ eine „lakonisch-radikale Attacke auf das Spießertum“. Der Filmdienst schlug in dieselbe Kerbe: „Technisch aufwendige, ironische Darstellung der Ruhrgebietsgesellschaft“, die „mit überlegter Komik inszeniert“ sei.

## Auszeichnungen
Im Jahr 1981 wurde der Film für den Max-Ophüls-Preis nominiert und mit dem Bundesfilmpreis in Silber und dem Bundesfilmpreis in Gold (Kamera) ausgezeichnet.

## DVD-Veröffentlichung
- Jede Menge Kohle als Bestandteil der DVD-Box Die Adolf Winkelmann Edition/Die Ruhrgebietstrilogie, (drei DVDs). Turbine Medien GmbH 2006.